# Melasina stibarodes
Melasina stibarodes är en fjärilsart som beskrevs av Edward Meyrick 1909. Melasina stibarodes ingår i släktet Melasina och familjen säckspinnare. Inga underarter finns listade i Catalogue of Life.